# المعهد الثقافي الكردي في فيينا
المعهد الثقافي الكردي في فيينا (بالألمانية: Kurdisches Kulturinstitut Wien) هو معهد ثقافي كردي مستقل في مدينة فيينا عاصمة دولة النمسا. أسس المعهد في عام 2017 بعض المثقفين والفنانين والأكاديميين الأكراد في دولة النمسا بهدف التوعية بالثقافة الكردية ونقل لمحة عن الثقافة والفلكلور الكردي لزوار المعهد.

## نشاطات المعهد
من أهم نشاطات المعهد هي دورات اللغة الكردية للطلاب الكرد في النمسا و الطلاب من جامعة فيينا. يقدم المعهد الكردي دورات في اللغتين الكردية والزازكية، على ثلاثة مستويات.

## جائزة شرفنامه
منحت إدارة المعهد جائزة شرفنامه للغة والثقافة الكردية، لعام 2020، للكاتب والشاعر (كوني رش)، تقديراً لخدماته الثقافية والابداعية باللغة الكردية. وسلمت الجائزة له في مركز قلعة كافيه في القامشلي، بحضور مجموعة من الكتاب والمثقفين حيث سلم الجائزة الكاتب والباحث دحام عبد الفتاح نيابة عن المعهد الثقافي الكردي في فيينا. وهذه الجائزة التي تمنح سنوياً لكاتب كردي خدم ويخدم اللغة والثقافة الكردية. جدير بالذكر أن هذه الجائزة منحت في دورتها الأولى 2018 للدكتور جليل جليلي، وفي دورتها الثانية 2019، للكاتب شاهين بكر سوركلي.
حاز الكاتب الكردي جان دوست على جائزة شرفنامه للغة والثقافة الكوردية لعام 2021 من إدارة المعهد الثقافي الكوردي في فيينا. تمنح هذه الجائزة سنوياً للاحتفاء بالكتّاب الأكراد الذين يسهمون في تعزيز اللغة والثقافة الكردية. منحت الجائزة لجان دوست تقديراً لجهوده الثقافية المتميزة في مجال اللغة الكردية.